# Molophilus indurabilis
Molophilus indurabilis är en tvåvingeart som beskrevs av Alexander 1967. Molophilus indurabilis ingår i släktet Molophilus och familjen småharkrankar. Inga underarter finns listade i Catalogue of Life.